# Cathal mac Muiredaig
Cathal mac Muiredaig Muillethan (mort en 735)est un
roi de Connacht issu des Uí Briúin une lignée des Connachta. Il est le fils de Muiredach Muillethan mac Fergusso (mort en 702), un précédent souverain et le frère de Indrechtach mac Muiredaig Muillethan (mort en 723). Il appartient au Síl Muiredaig sept des Uí Briúin et règne de 728 à 735.

## Contexte
Selon un poème Les rois de Connacht, Cathal s'empare du trône sans en être l'héritier. Les Annales d'Ulster notent un combat auquel participent les Connachta en 732 et où Muiredach mac Indrechtaig, le fils de son frère est tué . Cathal est l'ancêtre éponyme du Síl Cathail un sept qui s'établit à l'extérieur dans le domaine des Uí Maine dans l'actuel comté de Roscommon

## Postérité
Sa postérité se composent deux fils qui seront roi de Connacht: Dub-Indrecht mac Cathail (mort en 768) et Artgal mac Cathail (mort en 792); ainsi que de Dub-Díbeirg (mort en 787) et Fogartach (Floruit 789).
.

## Sources
- (en) Francis John Byrne, Irish Kings and High-Kings, Londres, Batsford, 1973 (ISBN 0-7134-5882-8), p. 300 Tableau 20
- (en) T.W Moody, F.X. Martin, F.J. Byrne A New History of Ireland IX Maps, Genealogies, Lists. A companion to Irish History part II . Oxford University Press réédition 2011  (ISBN 9780199593064) Kings of Connacht to 1224 p. 138.